# کوولای کونته
کوولای کونته (انگلیسی: Kewullay Conteh؛ زادهٔ ۳۱ دسامبر ۱۹۷۷) بازیکن فوتبال بازنشسته اهل سیرالئون است.
از باشگاه‌هایی که در آن بازی کرده است می‌توان به باشگاه فوتبال آتالانتا، باشگاه فوتبال آلبینولفه، باشگاه فوتبال اسکیلستونا، باشگاه ورزشی گروستو ۱۹۱۲، باشگاه فوتبال پیاچنزا، باشگاه فوتبال ونتزیا، باشگاه فوتبال کیه‌وو ورونا، و باشگاه فوتبال پالرمو اشاره کرد.
وی همچنین در تیم ملی فوتبال سیرالئون بازی کرده است.

## دوران حرفه‌ای
کوولای کونته در فوراه بی، یک محله در فری‌تاون، سیرالئون به دنیا آمد و رشد نمود. والدین او اهل لیمبا هستند. او به مدرسه متوسطه آکادمی آلبرت در فری‌تاون رفت. کونته برای اولین بار در نوامبر ۱۹۹۵ به ایتالیا منتقل شد و به تیمی از سری آ، آتالانتا پیوست. پیش از آن او در رده‌های پایه برای تیم سوئدی باشگاه فوتبال اسکیلستونا که در آن زمان کافه اوپرا نام داشت بازی می‌کرد. او در دو بازی برای آتالانتا بازی کرد، که همه آن‌ها در فصل اولش با نرآتزوری بود و در تاریخ ۲۰ آوریل ۱۹۹۶ در یک شکست ۱–۰ مقابل فیورنتینا اولین بازی خود را انجام داد. پس از یک دوره کوتاه و بازگشت به باشگاه فوتبال اسکیلستونا، کونته در ژانویه ۱۹۹۸ به تیمی از سری بی کیه‌وو ورونا پیوست. او سه فصل برای خرگوش‌های پرنده بازی کرد و سپس در سال ۲۰۰۰ به ونیزیا پیوست. پس از دو فصل برای ونیزیا، یکی در سری بی و دیگری در سری آ، کونته به همراه بسیاری از بازیکنان دیگر تیم، در سال ۲۰۰۲ پس از خرید تیم سیسیلی توسط رئیس مائوریزیو زامپارینی، ونیزیا را ترک کرد و به باشگاه فوتبال پالرمو پیوست.
در پالرمو در ابتدا عضوی از ترکیب اصلی تیم بود اما رفته رفته به یک بازیکن نیمکت‌نشین تبدیل شد.
کونته در فصل ۲۰۰۵–۰۶ در ژانویه اولین بازی خود را برای پالرمو انجام داد، پس از اینکه در تمام مدت حضورش در پالرمو توسط سرمربی تیم، لوئیجی دل‌نری نادیده گرفته شده بود، اما پس اخراج دل‌نری جوزپه پاپادوپولو دوباره مورد توجه قرار گرفت و در یک مسابقه جام یوفا که خارج از خانه مقابل اسلاویا پراگ برگزار شد، اولین بار به میدان رفت و یک گل به ثمر رساند. پس از چند نمایش چشمگیر، کونته قراردادش را با پالرمو که در ژوئن ۲۰۰۶ به پایان می‌رسید، به مدت دو سال دیگر تمدید کرد. در اوت ۲۰۰۶، او به صورت قرضی به آتالانتا بازگشت، اما باز هم نتوانست به ترکیب اصلی در فصل ۲۰۰۷–۲۰۰۶ راه پیدا کند. در اوت ۲۰۰۷، او قراردادش را با پالرمو فسخ کرد و به تیم سری بی آلبینولفه پیوست و قراردادی یک ساله با سرینی امضا کرد. او در ژوئن ۲۰۰۸ باشگاه فوتبال آلبینولفه را ترک کرد، زیرا در ابتدا نتوانسته بود برای یک قرارداد جدید توافق کند، اما در سپتامبر به عنوان بازیکن آزاد دوباره به همان تیم پیوست.
او همچنین یکی از بازیکنان اصلی تیم ملی فوتبال سیرالئون بود.
در دسامبر ۲۰۱۱، تأیید شد که کونته تحت تحقیق از سوی دادگاه کرمونا به دلیل رشوه‌خواری مرتبط با رسوایی سال ۲۰۱۱ فوتبال ایتالیا قرار دارد و متهم به توافق برای دستکاری چندین بازی فوتبال سری بی در زمان حضورش در آلبینولفه به همراه هم‌تیمی‌هایش فیلیپو کاروبیو، پائولو آسربیس و جوئلسون خوزه ایناسیو است.